# Französisch-Äquatorialafrika

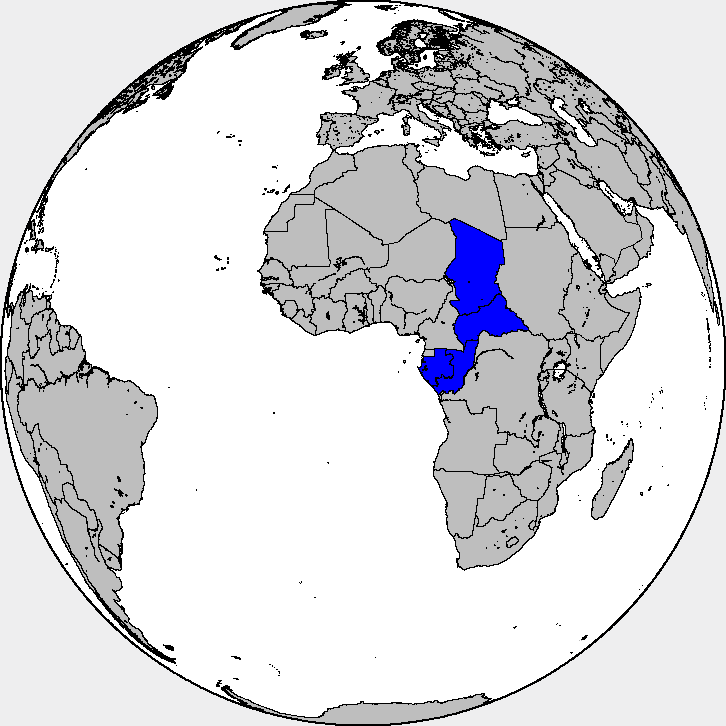
Französisch-Äquatorialafrika

Französisch-Äquatorialafrika (französisch Afrique-Équatoriale française, AEF) war von 1910 bis 1958 eine französische Kolonie im zentralen Afrika zwischen dem Golf von Guinea und dem westlichen Sudan. Hauptstadt war Brazzaville am Kongo.
Im Jahr 1895 war bereits die Kolonie Französisch-Westafrika von Frankreich gegründet worden. Sie wurde 1958 ebenfalls aufgelöst.

## Verwaltungsgliederung
Die Kolonie hatte im Jahr 1956 eine Größe von etwa 2,5 Millionen km² und etwa 4,8 Millionen Einwohner. Ihre Verwaltung bestand aus vier ursprünglich selbständigen Gebietseinheiten:
| Gebiet                         | heutiger Staat               | Fläche (km²) | Einwohner (1956) | Hauptstadt                  |
| ------------------------------ | ---------------------------- | ------------ | ---------------- | --------------------------- |
| Gabon                          | Gabun                        | 0267.000     | 0383.000         | Libreville                  |
| Moyen Congo (Mittelkongo)      | Republik Kongo               | 0342.000     | 0746.000         | Pointe-Noire                |
| Chad                           | Tschad                       | 1.284.000    | 2.520.000        | Fort Lamy (heute N’Djamena) |
| Oubangui-Chari (Ubangi-Schari) | Zentralafrikanische Republik | 0617.000     | 1.120.000        | Bangui                      |
| Französisch-Äquatorialafrika   |                              | 2.510.000    | 4.769.000        | Brazzaville                 |

## Errichtung der Kolonialherrschaft

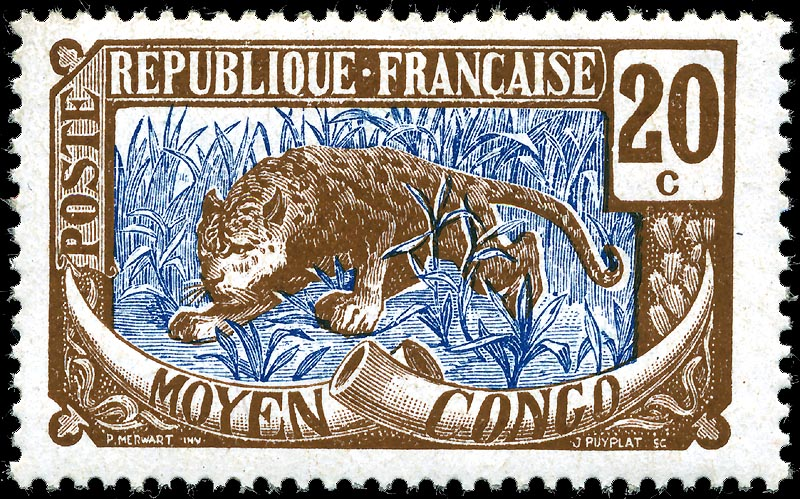
Briefmarke des Moyen-Congo von 1907.

Nachdem im Küstengebiet des späteren Gabun seit dem 15. Jahrhundert die Portugiesen dominiert hatten, errichtete Louis Edouard Bouet-Willaumez dort 1839 die ersten französischen Stützpunkte. Im Jahr 1875 wurde Gabun französische Kolonie. Die Expansion in das Binnenland setzte erst in den 1880er Jahren ein. Sie ist insbesondere mit dem Namen des Grafen Pierre Savorgnan de Brazza verbunden, der ab 1880 den Mittelkongo (Moyen-Congo) zur französischen Interessen- und Einflusssphäre erklärte. Der Versuch, in Äquatorialafrika ein französisches Kolonialreich vom Atlantik bis zum Indischen Ozean zu errichten, scheiterte aber 1898, als die Franzosen in Faschoda am Nil auf die Briten trafen (Faschoda-Krise).
Die faktische Okkupation des Ubangi-Schari-Territoriums setzte 1889 mit der Errichtung des ersten französischen Stützpunkts in Bangui ein. Von hier aus wurde das Gebiet bis 1894 weitgehend unter französische Kontrolle gebracht. Der Widerstand der indigenen Gesellschaften dauerte bis an den Vorabend des Ersten Weltkrieges an.
Mit der Schlacht bei Kousséri am 22. April 1900, in der drei vereinigte französische Militärexpeditionen unter dem Kommando von Amédée-François Lamy über die Truppen des afro-arabischen Usurpators Rabih b. Fadlallah siegten, wurde die französische Machtstellung am Tschadsee zementiert. Am 5. September 1900 erfolgte die Einrichtung des Militärterritoriums Tschad (Chad) als weitere Verwaltungseinheit. Sitz der Verwaltung wurde das Kousséri gegenüber am Logone gegründete Fort Lamy (benannt nach dem in der Schlacht gefallenen Truppenführer; heute N’Djamena). In den folgenden Jahren unterwarfen die Franzosen auch die zentralsudanesischen Länder Kanem (1901–1905), Wadai (1903–1911), Borku und Tibesti (1911–1918) im Norden der Kolonie.
1906 wurden zunächst Ubangi-Schari und das Tschad-Territorium zur Kolonie Ubangi-Schari-Tschad vereinigt. 1910 wurden dieses Gebilde mit den bis dahin selbständigen Kolonien Gabun und Mittelkongo zur Föderation Französisch-Äquatorialafrika zusammengeführt und Brazzaville zur Hauptstadt bestimmt. Teile wurden mit dem Vertrag vom 4. November 1911 (Marokko-Kongo-Abkommen) an die deutsche Kolonie Kamerun abgetreten (Neukamerun). Das französische Angebot eines größeren Gebiets Äquatorialafrikas gegen das deutsche Togo lehnte Deutschland ab. Frankreich erhielt stattdessen die Nordost-Ecke Kameruns (Entenschnabel).
Nachdem Deutschland den Ersten Weltkrieg verloren hatte, forderte es Neukamerun von Deutschland und erhielt es im Friedensvertrag von Versailles 1919.

## Unabhängigkeitsbewegungen
Der Weg in die Unabhängigkeit dauerte lange. 1946 erhielten die Afrikaner ein eingeschränktes Mitbestimmungsrecht, Französisch-Äquatorialafrika wurde eine autonome Föderation innerhalb der Union française. Am 30. November 1958 wurde Französisch-Äquatorialafrika aufgelöst und aus den bisherigen Gliedstaaten vier Republiken innerhalb der Communauté française gebildet. 1960 („Afrikanisches Jahr“) wurden die vier Länder Kongo (Brazzaville), Gabun, Zentralafrikanische Republik und Tschad unabhängig.
Nach dem Zweiten Weltkrieg bildeten sich in allen Landesteilen Parteien und Unabhängigkeitsbewegungen, die schon vor der formellen Entlassung in die Unabhängigkeit um die Macht kämpften.
In Gabun wurde 1946 der Bloc Démocratique Gabonais (BDG) gegründet, 1948 die Union Démocratique et Sociale Gabonaise (UDSG). Der BDG fand seine Anhänger vor allem in den Städten, während die ethnisch von Fang dominierte UDSG ihre Hochburgen eher in den ländlichen Regionen hatte. Bis 1957 war die UDSG die stärkere Gruppierung. Sie wurde dann vom BDG mit Hilfe der europäischen Bevölkerungsschichten in der Regierung abgelöst. Vorsitzender des BDG war Léon M’ba, der das Land 1960 auch in die Unabhängigkeit führte.
In Moyen-Congo, wo es bereits in den 1920er und 1930er Jahren massive antikoloniale Widerstandsäußerungen gab, wurde nach dem Zweiten Weltkrieg durch Jean-Félix Tchicaya die Parti Progressiste Congolais (PPC) gegründet, die von der Kolonialadministration massiv bekämpft wurde. Die Franzosen setzten stattdessen auf die europäerfreundliche Politik der Union Démocratique de Défense des Intérêts Africains (UDDIA) des Abbé Fulbert Youlou, der mit massiver französischer Hilfe 1958 Regierungschef der autonomen Republik Kongo innerhalb der Communauté française wurde. Im Februar 1959 gelang es Youlou bei ethnischen Konflikten in der Hauptstadt Brazzaville, wichtige Rivalen aus dem eigenen Lager auszuschalten. Zugleich wurde die sozialistische Opposition unterdrückt, so dass die UDDIA aus den Parlamentswahlen am 14. Juni 1959 mit 51 Sitzen als stärkste Kraft hervorging. Youlou wurde auch nach der Unabhängigkeit am 15. August 1960 erster Staats- und Ministerpräsident.
In Zentralafrika entstand im September 1947 die von Antoine Darlan geführte Union Ubangienne als erste Befreiungsbewegung. Ihr folgte 1952 der Mouvement pour l’Évolution Sociale de l’Afrique Noire (MESAN) von Barthélemy Boganda, der zum wichtigsten Führer der Unabhängigkeitsbewegung avancierte.